# سيد جيلمان
سيد جيلمان (بالإنجليزية: Sid Gilman)‏ طبيب أعصاب وخبير في مرض آلزهايمر في جامعة ميشيغان. التحق بجامعة كاليفورنيا في لوس انجلوس، حيث حصل على أعلى درجات الشرف الاكاديمية، كما التحق بكلية الطب في جامعة هارفارد، تزوج من المحللة النفسية كارول باربور عام 1984.

## جدلبابينيوزوماب
في عام 2013، كان جيلمان متورطاً في فضيحة التجارة الداخلية المتعلقة بدواء الزهايمر «بابينيوزوماب» ولهذا السبب فكت الجامعة ارتباطها معه.